# Dudaia straeleni
Dudaia straeleni är en tvåvingeart som först beskrevs av Vanschuytbroeck 1948.  Dudaia straeleni ingår i släktet Dudaia och familjen hoppflugor. Inga underarter finns listade i Catalogue of Life.